# Branko Kraševac
Branko Kraševac, slovenski industrijski oblikovalec in arhitekt, * 31. marec 1927, Koprivnica, Hrvaška, † 26. junij 2016, Radenci.
Leta 1958 je diplomiral na Fakulteti za arhitekturo v Ljubljani pri Edu Ravnikarju z nalogo Urbanistični načrt Murske Sobote, ki je bil osnova za realizacijo današnje podobe Murske Sobote. Pri načrtovanju je sodeloval s Francetom Novakom, tedanjim vodilnim arhitektom in oblikovalcem Pomurja. V času izdelave diplome leta 1957 je honorarno sodeloval v projektivnem biroju Murske Sobote. Po končanem študiju se je zaposlil v tovarni aluminijskih polizdelkov Impol v Slovenski Bistrici, kjer je bil med letoma 1958 in 1961 vodja obrata aluminijskih konstrukcij, od 1961 do 1969 leta vodja projektivno razvojnega biroja tovarne Impol, od 1969 do leta 1978 vodja projektivno konstruktivnega biroja obrata Montal, ter sodeloval kot strokovni svetovalec obratovodje za aluminijske konstrukcije v Slovenski Bistrici. Od leta 1978 pa je v okviru podjetja Projekta inženiring Ptuj vodil biro specialne arhitekture v Mariboru. Leta 1989 je postal samostojni industrijski oblikovalec. Kraševac je postal eden od vodilnih oblikovalcev fasad in fasadnih elementov v nekdanji Jugoslaviji, zlasti fasadnih oblog iz aluminijeve pločevine in litega aluminija. Je avtor prve obešene fasadne obloge iz samonosilnih fasadnih aluminijevih elementov. Taka fasada je bila narejena leta 1960/1961 za poslovno stavbo Metalke v Ljubljani.
Med drugim je razvil nove nosilne konstrukcije iz aluminijskih profilov kabine za žičnico. Oblika kabine je bila usklajena z izvirnim tehnološkim postopkom izdelave nosilnih okvirjev, ki so izdelani iz enega profila brez sestavljanj v vogalih v nosilni konstruktivni element. Prav tako je razvil aluminijsko vezano okno s prekinjenim toplotnim mostom za potrebe investitorjev v SSSR.